# Chaînon Bow
Le chaînon Bow, en anglais : Bow Range, est une chaîne de montagnes faisant partie des Rocheuses canadiennes dans les provinces d'Alberta et de Colombie-Britannique, au Canada. Le chaînon est nommé d'après la rivière Bow en vertu d'une décision prise le 31 mars 1917 par le Geographic Board of Canada.
Le chaînon Bow couvre une superficie de 717 km2, a une longueur de 32 km et une largeur maximale de 20 km. Le point culminant du chaînon est le mont Temple, avec une altitude de 3 543 m. Le chaînon englobe également les Ten Peaks, le plus élevé des dix pics étant le mont Hungabee qui a une altitude de 3 493 mètres et le deuxième étant Deltaform Mountain avec 3 424 mètres.
La chaîne est constituée des sommets suivants :
| Sommet             | Altitude (m) |  |
| ------------------ | ------------ |  |
| Mont Temple        | 3 543        |  |
| Mont Hungabee      | 3 492        |  |
| Mont Victoria      | 3 467        |  |
| Deltaform Mountain | 3 424        |  |
| Mont Lefroy        | 3 423        |  |
| Mont Huber         | 3 368        |  |
| Mont Babel         | 3 103        |  |
| Mont Owen          | 3 083        |  |
| Mont Whyte         | 2 983        |  |
| Mont Bell          | 2 932        |  |
| Mont St. Piran     | 2 649        |  |